# Una mujer en la ventana
Una mujer en la ventana, título original en francés Une femme à sa fenêtre, es una película francesa de 1976 dirigida por Pierre Granier-Deferre y protagonizada por Romy Schneider.

## Sinopsis
En 1936, todo el mundo estaba preocupado por el imparable avance del fascismo. En Grecia, la aristócrata Margot Santorini (Romy Schneider), esposa de un importante diplomático, era la reina de una sociedad decadente que vivía entregada al disfrute de sus privilegios, placeres y abusos.

## Reparto
- Romy Schneider como Margot (Santorini).
- Philippe Noiret como Raoul Malfosse.
- Victor Lanoux como Michel Boutros.
- Umberto Orsini como Rico (Santori).
- Gastone Moschin como Primoukis.
- Delia Boccardo como Dora Cooper.
- Martine Brochard como Avghi.
- Neli Riga como Amalia.
- Joachim Hansen como Stahlbaum.
- Carl Möhner como Von Pahlen.
- Vasilis Kolovos como Andréas.
- Paul Muller como el director.
- Camille Piton como la guardiana.
- Aldo Farina como el americano.

## Premios y nominaciones
Premios Cesar
- Mejor actriz; Romy Schneider (Nominada)
- Mejor montaje; Jean Ravel (Nominado)